# Corydoras gladysae
Corydoras gladysae es una especie de pez del género Corydoras, de la familia Callichthyidae del orden Siluriformes. Habita en las aguas dulces del centro-oeste de América del Sur.

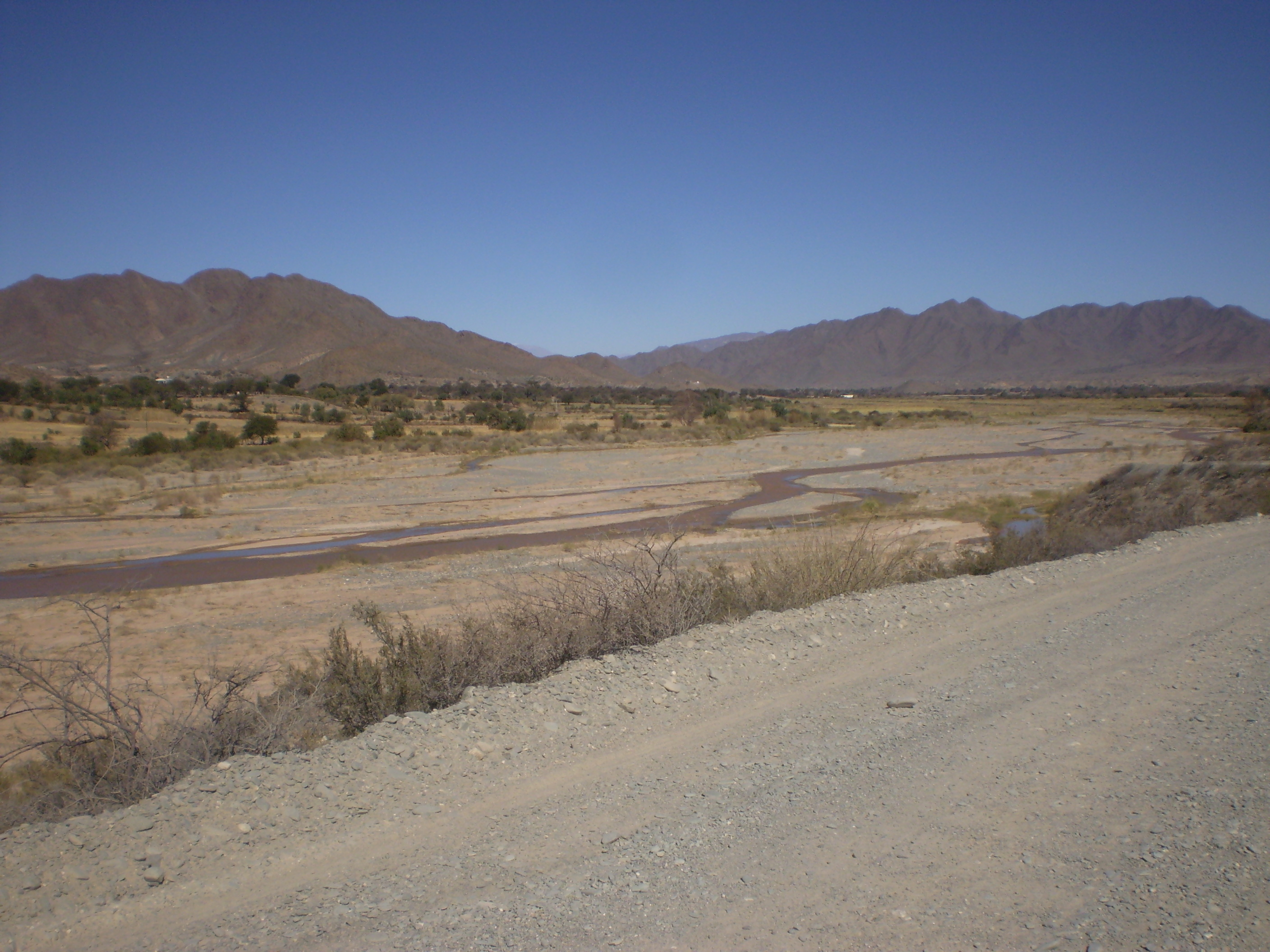
El río Calchaquí (caudal de invierno) a la vera de la ruta 40, cerca de la localidad de Seclantás, pocos kilómetros aguas abajo de la localidad tipo de esta especie.

## Distribución geográfica
Esta especie habita en un curso fluvial del centro-oeste de Sudamérica, siendo endémica del noroeste de la Argentina.
Sólo se la ha encontrado en el río Calchaquí, en un sistema fluvial subandino, en las localidades de Cachi y Payogasta, Departamento de Cachi, Salta, Argentina. Este río es un afluente de la cuenca superior del río Juramento, que pertenece a una red fluvial que desemboca en el río Paraná medio junto a la ciudad de Santa Fe.
Es endémica de la ecorregión de agua dulce Paraná inferior.

## Taxonomía
Esta especie fue descrita originalmente en el año 2010 por los ictiólogos argentinos Pablo Andrés Calviño y Felipe Alonso.
Localidad y ejemplares tipo
La localidad tipo es: «Argentina, Provincia de Salta, departamento de Cachi, Payogasta, río Calchaquí (en las coordenadas: 25°2′59″S 66°6′25″O / -25.04972, -66.10694, altitud: 2430 msnm)».
El ejemplar holotipo es el: MACN 9232 (35,0 mm SL), y está depositado en el Museo Argentino de Ciencias Naturales. Fue colectado por Felipe Alonso en enero de 2007.
Los paratipos fueron colectados en el departamento salteño de Cachi; son los siguientes: 
- el lote MCNI 712, compuesto por 4 especímenes con longitudes de entre 37,5 y 28,5 mm, colectados en el río Calchaquí por Gonzo y Martínez, el 19 de enero de 2002.
- el lote MCNI 913, compuesto por 4 especímenes con longitudes de entre 37,5 y 27,6 mm, colectados en el río Calchaquí (25°7'17'’S 66°9'35'’W; altitud: 2325 m s. n. m.) por Gonzo y Martínez, el 7 de diciembre de 2003.[2]

Características diagnósticas
Se distingue de otras especies del género por la forma de la aleta caudal, un poco marginada, y por  la longitud más corta de las espinas dorsal y pectoral (media = 9,2 % y 14,8 % de SL, respectivamente).
Forma parte del grupo “Corydoras micracanthus”, el cual se caracteriza por con presentar espinas dorsal y pectoral de longitud reducida, aleta caudal ligeramente marginada, profundidad baja del cuerpo, el proceso parieto-supraoccipital y la placa nucal no contactadas, y ojos pequeños para el género. Este grupo se compone de Corydoras micracanthus, Corydoras gladysae, y Corydoras petracinii.
Etimología
Etimológicamente el nombre genérico Corydoras viene del griego, donde kóry es 'yelmo', 'coraza', 'casco', y doras es 'piel'. Esto se justifica en la carencia de escamas y la presencia de escudos óseos a lo largo del cuerpo. El término específico gladysae es un epónimo que refiere al nombre de pila de su primera colectora, Gladys Ana María Monasterio de Gonzo, una ictióloga argentina perteneciente a la Universidad Nacional de Salta (UNSa), dedicándole la especie en razón de que la misma había estado contribuyendo al conocimiento de la diversidad, distribución y biología de la ictiofauna salteña por más de 20 años.